# İ
Cette page contient des caractères spéciaux ou non latins. S’ils s’affichent mal (▯, ?, etc.), consultez la page d’aide Unicode.
Le İ (minuscule : i̇), appelé I point suscrit, est un graphème utilisé comme lettre à part entière dans l’écriture de plusieurs langues turciques : azéri, gagaouze, karakalpak, kazakh, krymtchak, tatar, tatar de Crimée, turc, turc du Khorassan ; ou encore dans l’écriture du budukh, du khinalug, du kryz, de l’oudi, du routoul, du talysh, du tat, du tsakhour ou du zazaki. Il s’agit de la lettre I diacritée d'un point suscrit autant sur la majuscule que sur la minuscule.

## Utilisation
Dans plusieurs langues turques, la lettre İ (minuscule : i) représente une voyelle fermée antérieure non arrondie (/i/). Elle porte un point autant en capitale qu’en bas de casse, par opposition à la lettre I (minuscule ı) qui représente une voyelle fermée postérieure non arrondie (/ɯ/). Le nom de la ville d’Istanbul, dont l'écriture en français a été francisée depuis le nom turc, s'écrit ainsi İstanbul en turc /isˈtambul/.
De nombreuses langues utilisant l'alphabet latin utilisent cependant ‹ I, i › (le point est présent sur la minuscule mais pas sur la majuscule) pour représenter le son /i/.
L'écriture « İ » permet également d'éviter la confusion avec le « l » (« L » minuscule), ou le « I » servant à noter « 1 » en chiffres romains. Le caractère est ainsi utilisé dans le Journal officiel de la République française lorsqu'une série de paragraphes sont identifiés par des lettres majuscules, afin d'éviter la confusion avec ceux numérotés I en chiffres romains.
	Il existe deux types de i pointé : celui doté d'un point dur et celui doté d'un point mou. Dans le deuxième cas, l'ajout d'un signe diacritique (par exemple, un accent circonflexe) fera disparaître le point : « î » ; dans le premier cas, le point reste visible sous le signe diacritique : « ı̇̂ ». Pour obtenir le deuxième cas, Unicode recommande d'utiliser un i (U+0069) suivi d'un caractère diacritique point en chef (U+0307), suivi du signe diacritique souhaité. Le i pointé avec point dur est utilisé dans la transcription phonétique lituanienne notamment utilisées dans plusieurs dictionnaires lituaniens,, avec i̇́, i̇̀, i̇̃, į̇́, į̇̃, ainsi que le j pointé avec un point dur avec j̇̃. Par exemple, dans l’Encyclopédie universelle lituanienne (Visuotinė lietuvių enciklopedija)  les articles « Salvador Dalí » ou « Antoni Gaudí » indiquent les prononciations lituaniennes « Dali̇̀ » ou « Gaudi̇̀ » des nom catalans « Dalí » ou « Gaudí »,. Cependant, les lettres majuscules ne gardent pas le point contrairement au i pointé des langues turciques qui utilisent le point autant pour la minuscule que la majuscule.

## Représentations informatiques
Le I point suscrit peut être représenté avec les caractères Unicode suivants :
- précomposé (latin de base, latin étendu A) :

| forme     | représentation | chaîne de caractères | point de code | description                             |
| --------- | -------------- | -------------------- | ------------- | --------------------------------------- |
| capitale  | İ              | İ                    | U+0130        | lettre majuscule latine i point en chef |
| minuscule | i̇              | i                    | U+0069        | lettre minuscule latine i               |

- décomposé (latin de base, diacritiques) :

| forme     | représentation | chaîne de caractères | point de code | description                                         |
| --------- | -------------- | -------------------- | ------------- | --------------------------------------------------- |
| capitale  | İ              | I◌̇                   | U+0049 U+0307 | lettre majuscule latine i diacritique point en chef |
| minuscule | i̇              | i◌̇                   | U+0069 U+0307 | lettre minuscule latine i diacritique point en chef |

Son Alt-code est le 304. Pour les logiciels acceptant son Alt-code ; maintenir la touche Alt appuyée, écrire 304 au pavé numérique, relâcher la touche Alt. Lorsque les logiciels ne l'acceptent pas, le symbole İ peut être soit inséré via la table de caractères spéciaux, soit copié/collé par les fonctions Ctrl-c Ctrl-v.